# Протасов, Лев Григорьевич
Лев Григо́рьевич Прота́сов (19 декабря 1938, Воронеж — 6 февраля 2015, Тамбов) — советский и российский историк, доктор исторических наук (1979), профессор (1981), заведующий кафедрой Российской истории Тамбовского государственного университета.

## Биография
Отец — Григорий Андреевич Протасов, участник Великой Отечественной войны, кандидат исторических наук, заведующий кафедрой истории Тамбовского государственного педагогического института.
Лев Протасов родился 19 декабря 1938 года в Воронеже. В 1941 г. был вывезен матерью из Воронежа в село Покрово-Марфино, в соседнюю Тамбовскую область, где жила сестра матери Антонина Семёновна Иноземцева, работавшая директором местной средней школы. В 1946 г. поступает на обучение в местную школу.
В 1950 году семья Протасовых переехала в Тамбов на Лермонтовскую улицу, где жили преподаватели Педагогического института. В 1955 году Лев Григорьевич окончил среднюю школу № 1 в Тамбове. В этом же году поступил на историческое отделение Тамбовского педагогического института.
После окончания института в течение двух лет Протасов работал учителем истории, русского языка и литературы в Новосельцевской сельской школе. Затем обучался в аспирантуре Московского педагогический государственного университета на кафедре истории СССР.
С 1965 года Лев Григорьевич Протасов работает на кафедре истории Тамбовского педагогического института, где прошёл путь от рядового преподавателя до заведующего кафедрой, профессора. С 1976 года Л. Г. Протасов возглавллял кафедру истории института.
В 1979 защитил докторскую диссертацию «Солдаты гарнизонов Центральной России в борьбе за победу Великого Октября».
В 1980 году ему присуждена ученая степень доктора исторических наук, присвоено звание профессора.

## Основные работы
- Солдаты гарнизонов Центральной России в борьбе за власть Советов. — Воронеж: Изд-во Воронеж. ун-та, 1978. — 191 с.
- Советская историография Великой Октябрьской социалистической революции. — М., 1979 (в соваторстве),
- Страницы истории Тамбовского края. — Воронеж, 1986 (в соавторстве)
- Протасов Л. Г. Всероссийское Учредительное собрание: История рождения и гибели. — М.: РОССПЭН, 1997. — 368 с. — ISBN 5-86004-117-9.
- Протасов Л. Г. Люди Учредительного собрания. Портрет в интерьере эпохи. — М.: РОССПЭН, 2008. — 464 с. — ISBN 978-5-8243-0972-0.